# インダストリア (競走馬)
インダストリア（欧字名:Industria、2019年4月23日 - 2024年8月7日）は、日本の競走馬。2023年のダービー卿チャレンジトロフィーの勝ち馬である。
馬名の意味は、物語に登場する架空の地名。

## 生涯
2021年10月9日、東京競馬場第5レースの2歳新馬戦（芝1800m）で、鞍上クリストフ・ルメールにてデビューし2着。3週間後、再びルメールとのコンビで東京開催の2歳未勝利戦（同距離）に出走し、初勝利を収めた。
3歳シーズンは1月5日のリステッド競走・ジュニアカップより始動し、2勝目を挙げた。次走は初の重賞挑戦で3月6日の弥生賞ディープインパクト記念に出走。後方から上がり最速の末脚で迫ったが、勝ち馬アスクビクターモアから0.3秒差の5着に敗北した。初のGI挑戦で出走した5月8日のNHKマイルカップは直線で伸びきれず、2戦連続の5着。初ダート戦のユニコーンステークスは終始後方に沈み13着惨敗に終わった。その後、半年ほど休養し、年末の3勝クラス・カウントダウンステークスで復帰。後方から鋭い末脚でダンテスヴューを差し切り、3勝目を挙げるとともにオープン入りを果たした。
4歳シーズンは2月5日の東京新聞杯より始動し7着。次走は4月1日、中山競馬場で行われたダービー卿チャレンジトロフィーに鞍上戸崎圭太で出走。単勝3番人気に支持され迎えたレースでは、中団やや前のポジションで進み、直線で外から鋭く差し切り、2着に3/4馬身差をつけ重賞初制覇を飾った。その後はエプソムC、京成杯AH、スワンSと出走するが入着できず。
5歳シーズンは前年優勝したダービー卿CTから始動したが久々の影響で最後は反応がなく14着に終わる。6月21日に去勢手術を受けるも、その後に体重が減少した。検査の結果、腹腔内の腫瘍が見つかり、7月末に開腹手術を行った。8月7日に採取した組織の病理検査を行った結果、悪性のリンパ腫と判明。腫瘍の大きさから、回復の見込みが立たないと判断されて安楽死の処置がとられ、8月23日付で競走馬登録を抹消された。

## 競走成績
以下の内容は、netkeiba.comの情報に基づく。
| 競走日     | 競馬場 | 競走名          | 格   | 距離（馬場）  | 頭 数 | 枠 番 | 馬 番 | オッズ （人気） | 着順 | タイム （上がり3F） | 着差 | 騎手        | 斤量 [kg] | 1着馬（2着馬）         | 馬体重 [kg] |
| ---------- | ------ | --------------- | ---- | ------------- | ----- | ----- | ----- | --------------- | ---- | ------------------- | ---- | ----------- | --------- | ---------------------- | ----------- |
| 2021.10.09 | 東京   | 2歳新馬         |      | 芝1800m（良） | 16    | 6     | 12    | 001.70（1人）   | 02着 | R1:48.3（33.4）     | -0.0 | 0C.ルメール | 55        | モカフラワー           | 482         |
| 0000.10.30 | 東京   | 2歳未勝利       |      | 芝1800m（良） | 9     | 2     | 2     | 001.20（1人）   | 01着 | R1:47.6（33.5）     | -0.1 | 0C.ルメール | 55        | （ユイノゴトク）       | 484         |
| 2022.01.05 | 中山   | ジュニアC       | L    | 芝1600m（良） | 9     | 4     | 4     | 003.10（2人）   | 01着 | R1:34.9（34.3）     | -0.4 | 0戸崎圭太   | 56        | （ベルウッドブラボー） | 494         |
| 0000.03.06 | 中山   | 弥生賞          | GII  | 芝2000m（良） | 11    | 7     | 9     | 005.10（2人）   | 05着 | R2:00.8（34.9）     | -0.3 | 0戸崎圭太   | 56        | アスクビクターモア     | 488         |
| 0000.05.08 | 東京   | NHKマイルC      | GI   | 芝1600m（良） | 18    | 6     | 11    | 004.00（2人）   | 05着 | R1:32.7（34.6）     | -0.4 | 0D.レーン   | 57        | ダノンスコーピオン     | 486         |
| 0000.06.19 | 東京   | ユニコーンS     | GIII | ダ1600m（良） | 15    | 6     | 10    | 008.70（5人）   | 13着 | R1:37.1（37.3）     | -1.9 | 0D.レーン   | 56        | ペイシャエス           | 490         |
| 0000.12.28 | 中山   | カウントダウンS | 3勝  | 芝1600m（良） | 16    | 3     | 6     | 002.30（1人）   | 01着 | R1:34.7（34.8）     | -0.1 | 0戸崎圭太   | 56        | （ダンテスヴュー）     | 504         |
| 2023.02.05 | 東京   | 東京新聞杯      | GIII | 芝1600m（良） | 16    | 3     | 5     | 009.90（5人）   | 07着 | R1:32.3（33.9）     | -0.5 | 0戸崎圭太   | 57        | ウインカーネリアン     | 506         |
| 0000.04.01 | 中山   | ダービー卿CT    | GIII | 芝1600m（良） | 16    | 4     | 8     | 008.10（3人）   | 01着 | R1:33.2（33.4）     | -0.1 | 0戸崎圭太   | 56        | （ジャスティンカフェ） | 498         |
| 0000.06.11 | 東京   | エプソムC       | GIII | 芝1800m（稍） | 17    | 2     | 3     | 004.90（2人）   | 07着 | R1:46.0（35.2）     | -0.5 | 0C.ルメール | 58        | ジャスティンカフェ     | 500         |
| 0000.09.10 | 中山   | 京成杯AH        | GIII | 芝1600m（良） | 11    | 5     | 5     | 002.90（1人）   | 07着 | R1:32.1（33.7）     | -0.5 | 0C.ルメール | 58        | ソウルラッシュ         | 494         |
| 0000.10.28 | 京都   | スワンS         | GII  | 芝1400m（良） | 18    | 7     | 14    | 018.50（9人）   | 08着 | R1:20.4（34.1）     | -0.5 | 0丸山元気   | 57        | ウイングレイテスト     | 492         |
| 2024.03.30 | 中山   | ダービー卿CT    | GIII | 芝1600m（稍） | 16    | 3     | 6     | 013.00（7人）   | 14着 | 01:34.5（35.3）     | -1.6 | 0石川裕紀人 | 58        | パラレルヴィジョン     | 492         |

## 血統表
| インダストリアの血統                       | インダストリアの血統                              | インダストリアの血統                       | （血統表の出典）                           | （血統表の出典）    |
| 父系                                       | キングマンボ系（ミスタープロスペクター系）        | キングマンボ系（ミスタープロスペクター系） | キングマンボ系（ミスタープロスペクター系） |                     |
| 父 リオンディーズ 2013 黒鹿毛 北海道安平町 | 父の父キングカメハメハ 2001 鹿毛 北海道早来町     | Kingmambo                                  | Mr.Prospector                              | Mr.Prospector       |
| 父 リオンディーズ 2013 黒鹿毛 北海道安平町 | 父の父キングカメハメハ 2001 鹿毛 北海道早来町     | Kingmambo                                  | Miesque                                    |                     |
| 父 リオンディーズ 2013 黒鹿毛 北海道安平町 | 父の父キングカメハメハ 2001 鹿毛 北海道早来町     | *マンファス                                | *ラストタイクーン                          | *ラストタイクーン   |
| 父 リオンディーズ 2013 黒鹿毛 北海道安平町 | 父の父キングカメハメハ 2001 鹿毛 北海道早来町     | *マンファス                                | Pilot Bird                                 |                     |
| 父 リオンディーズ 2013 黒鹿毛 北海道安平町 | 父の母シーザリオ 2002 青毛 北海道早来町           | スペシャルウィーク                         | *サンデーサイレンス                        | *サンデーサイレンス |
| 父 リオンディーズ 2013 黒鹿毛 北海道安平町 | 父の母シーザリオ 2002 青毛 北海道早来町           | スペシャルウィーク                         | キャンペンガール                           |                     |
| 父 リオンディーズ 2013 黒鹿毛 北海道安平町 | 父の母シーザリオ 2002 青毛 北海道早来町           | *キロフプリミエール                        | Sadler's Wells                             | Sadler's Wells      |
| 父 リオンディーズ 2013 黒鹿毛 北海道安平町 | 父の母シーザリオ 2002 青毛 北海道早来町           | *キロフプリミエール                        | Querida                                    |                     |
| 母 インダクティ 2008 黒鹿毛 北海道安平町   | 母の父ハーツクライ 2001 鹿毛 北海道千歳市         | *サンデーサイレンス                        | Halo                                       | Halo                |
| 母 インダクティ 2008 黒鹿毛 北海道安平町   | 母の父ハーツクライ 2001 鹿毛 北海道千歳市         | *サンデーサイレンス                        | Wishing Well                               |                     |
| 母 インダクティ 2008 黒鹿毛 北海道安平町   | 母の父ハーツクライ 2001 鹿毛 北海道千歳市         | アイリッシュダンス                         | *トニービン                                | *トニービン         |
| 母 インダクティ 2008 黒鹿毛 北海道安平町   | 母の父ハーツクライ 2001 鹿毛 北海道千歳市         | アイリッシュダンス                         | *ビユーパーダンス                          |                     |
| 母 インダクティ 2008 黒鹿毛 北海道安平町   | 母の母ホールオブフェーム 1991 黒鹿毛 北海道早来町 | *アレミロード                              | Tom Rolfe                                  | Tom Rolfe           |
| 母 インダクティ 2008 黒鹿毛 北海道安平町   | 母の母ホールオブフェーム 1991 黒鹿毛 北海道早来町 | *アレミロード                              | Why Me Lord                                |                     |
| 母 インダクティ 2008 黒鹿毛 北海道安平町   | 母の母ホールオブフェーム 1991 黒鹿毛 北海道早来町 | ベルベットサッシュ                         | *ディクタス                                | *ディクタス         |
| 母 インダクティ 2008 黒鹿毛 北海道安平町   | 母の母ホールオブフェーム 1991 黒鹿毛 北海道早来町 | ベルベットサッシュ                         | ダイナサッシュ                             |                     |
| 母系(F-No.)                                | ロイヤルサッシュ(GB)系(FN:1-t)                    | ロイヤルサッシュ(GB)系(FN:1-t)             | ロイヤルサッシュ(GB)系(FN:1-t)             |                     |
| 5代内の近親交配                            | サンデーサイレンス：4×3                           | サンデーサイレンス：4×3                    | サンデーサイレンス：4×3                    |                     |
| 出典                                       | 1.                                                | 1.                                         | 1.                                         | 1.                  |

- 半兄に2021年マイラーズカップなど重賞3勝のケイデンスコール（父ロードカナロア）がいる。
- 母インダクティの半兄にバランスオブゲーム（中山記念2回、毎日王冠、オールカマーなど）、全弟にフェイムゲーム（ダイヤモンドステークス3回、目黒記念など）。